# Mas de l'Alzina
El Mas de l'Alzina fou un poble seu d'una petita senyoria del territori de l'actual comuna de Glorianes, a la comarca del Conflent, a la Catalunya del Nord.
Era situat de la zona nord-est del terme al qual pertany, a la vall de la Ribera de Croses. Actualment només hi resta un mas, que porta precisament amb aquest nom. Davant seu, a ponent, a la part oposada de la vall, hi ha l'antic poblat i senyoria de Foixà.
Documentat des del 1257, va ser un feu en mans d'una família cognominada Mas de l'Alzina el segle xiii. a llevant de Foixà. Actualment encara existeix el Mas de l'Alzina, abandonat. En el segle xiv era considerada un lloc associat amb Canoetes (Cases Novetes): mansus de la Autzina in loco vocato de Casis Novelis. Almenys des de principis del segle xvii pertanyia a Sant Miquel de Cuixà.